# Mounir Chaftar
Mounir Chaftar (nacido el 29 de enero de 1986 en Fráncfort del Meno, en la región de Hesse, Alemania) es un futbolista alemán que juega como defensa en el FSV Wacker 90 Nordhausen de la Regionalliga Nordost.

## Clubes
| Club                     | País     | Año           |
| ------------------------ | -------- | ------------- |
| Eintracht Frankfurt      | Alemania | 2005-2008     |
| MSV Duisburgo            | Alemania | 2008-2009     |
| Kickers Offenbach        | Alemania | 2009-2010     |
| Eintracht Frankfurt II   | Alemania | 2010-2011     |
| Wacker Burghausen        | Alemania | 2011-2012     |
| VfL Bochum               | Alemania | 2012-2014     |
| F.C. Saarbrücken         | Alemania | 2014-2016     |
| FSV Wacker 90 Nordhausen | Alemania | 2016-presente |